# Hercostomus orbicularis
Hercostomus orbicularis är en tvåvingeart som beskrevs av Harmston 1952. Hercostomus orbicularis ingår i släktet Hercostomus och familjen styltflugor.
Artens utbredningsområde är Kalifornien. Inga underarter finns listade i Catalogue of Life.